# Francesca da Rimini (Rachmaninov)
Francesca da Rimini, Op. 25, je opera o dvou obrazech s prologem a epilogem skladatele Sergeje Rachmaninova na ruské libreto Modesta Iljiče Čajkovského. Je založeno na příběhu o Francesce da Rimini z Dantovy Božské komedie. Rachmaninov složil roku 1900 duet Francescy a Paola, ale na opeře začal pracovat roku 1904. Premiéra se uskutečnila 24. ledna 1906 ve Velkém divadle (Bolšoj těatr) v Moskvě, kterou dirigoval sám skladatel. Na programu představení byla spolu s touto operou ještě opera Lakomý rytíř. 

## Hlavní postavy
- Duch Vergilia (baryton)
- Dante Alighieri (tenor)
- Lanceotto Malatesta (baryton)
- Francesca da Malatesta, Lanceottova žena (soprán)
- Paolo Malatesta, mladší Lanceottův bratr (tenor)

## Děj
Děj se odehrává na hradě rodiny Malatesta koncem 13. století. 

### Prolog
Duch básníka Vergilia zve básníka Danta na okraj prvního kruhu pekla. Sestoupí do druhého kruhu, kde zní tichý zpěv zatracených duší. Dante vyzve dvě takové duše, Francescu a Paola, aby vyprávěli svůj příběh. 

### 1. obraz
Na nádvoří hradu se Lanceotto Malatesta chystá na válečnou výpravu, ale přiznává, že už delší dobu nenachází ve válčení zálibu. Lanceotto je zmrzačený a ví, že jeho žena Francesca ho nemiluje. K svatbě ji rodina přiměla lstí. Francesca se totiž domnívala, že jejím manželem se má stát Paolo, Lanceottův pohledný mladší bratr. Lanceotto Francescu podezřívá z nevěry a na Paola žárlí. Chce je usvědčit z cizoložství. Vstupuje Francesca, ujišťuje Lanceotta o své poslušnosti, ale říká, že ho nemůže milovat. Ptá se ho, kdy se vrátí a Lanceotto odpovídá, že se nevrátí před koncem bitvy. Když Francesca odejde, Lanceotto se směje. 

### 2. obraz
Francesca a Paolo jsou sami v hradní komnatě. Paolo vypráví příběh o Lancelotovi a Guinevře, který je podobný jejich pocitům. Přitom vyznává Francesce lásku. Francesca se nejprve brání, chce zůstat věrná Lanceottovi. Avšak její odmítání ustane po Paolových pokračujících vyznáních lásky. Zpívají o své lásce a obejmou se. Lanceotto se mezitím vrátil a vidí milence spolu. Francescu a Paola zabije. 

### Epilog
Paolo a Francesca se ztrácejí ve víru druhého kruhu. Dante je zachvácen lítostí a strachem. Jemu i Vergiliovi v mysli setrvává myšlenka: „Není většího utrpení, než v neštěstí vzpomínat na časy šťastné.“ 